# Till Burgwächter
Till Burgwächter (Pseudonym) (* 29. Dezember 1975 in Gifhorn) ist ein deutscher Schriftsteller und Journalist. Unter seinem bürgerlichen Namen Marc Halupczok ist er unter anderem freier Mitarbeiter beim deutschen Musikmagazin Metal Hammer.

## Bücher
In Till Burgwächters ersten beiden Büchern geht es um die Musikrichtung Heavy Metal, wobei Bands, Fans und Festivals auf satirische und zynische Art und Weise aufs Korn genommen werden. Das dritte Buch Zwischen Aasbüttel und Vahlenmoor – Die Wahrheit über Wacken befasst sich mit dem Wacken Open Air, dem weltweit größten Heavy-Metal-Festival. In Sorry, aber so isses! befasst sich Burgwächter mit eher alltäglichen Dingen. Nach Die Wahrheit!!! – über Fußball (2006) erschien 2010 das Hörbuch Tillicus Glossicus Metallicus. Nach einer überarbeiteten Neuauflage seines Wacken-Buches (2011), beschäftigt er sich in seinem nächsten Werk Väter, Völker und Vandalen in satirischer Weise mit Irrtümern über Volksstämme. In den folgenden Jahren kamen noch Themengebiete wie Horrorfilme, lokale Geschichten aus Braunschweig, Nachbarn, der Tod und viele andere Themen hinzu.

## Werke

### Als Till Burgwächter
- JGTHM – Juhr Gait tu Hewi Mettäl. 2002, ISBN 3-931624-26-9.
- Schmerztöter. Oidium, Berlin 2003, ISBN 3-931624-22-6.
- (Zwischen Aasbüttel und Vahlenmoor -) Die Wahrheit!!! – über Wacken. Oidium, Berlin 2004, ISBN 3-9809697-5-4.
- Sorry, aber so isses! 2005, ISBN 3-931624-30-7.
- Die Wahrheit!!! – über Fußball. 2006, ISBN 3-939106-01-1.
- Juhr Gait tu Hewi Metäll & Schmerztöter., Iron Pages, Berlin 2010, ISBN 978-3-931624-52-1.
- Tillicus Glossicus Metallicus. Metal-Glossen aus der Hölle. (Hörbuch), Firefield Records, Braunschweig 2010.
- Die Wahrheit über Wacken. Neuauflage, Verlag Andreas Reiffer, Meine 2011, ISBN 978-3-934896-35-2.
- Väter, Völker und Vandalen. Verlag Andreas Reiffer, Meine 2012, ISBN 978-3-934896-68-0.
- Neues aus Trueheim. Aus dem Leben eines Metal-Fans. Verlag Andres Reiffer, Meine 2013, ISBN 978-3-934896-94-9.
- mit Miguel Fernandez: Happy Metal. Hart aber herzlich. Lappan, Oldenburg 2015, ISBN 978-3-8303-6251-7.
- Die Wahrheit über S.E.X. – Historisches, Kulturelles und Skurriles zur schönsten Hauptsache der Welt. Verlag Andres Reiffer, Meine 2016, ISBN 978-3-945715-69-7.
- Wer die Kerze ausbläst, ist Chef (Live mit Axel Klingenberg und Frank Schäfer). (Hörbuch), Verlag Andreas Reiffer, Meine 2016.
- Haar-sträubend. Klatsch, Tratsch und Strähnchen – haarstäubende Geschichten aus dem Friseursalon. Schwarzkopf & Schwarzkopf, Berlin 2016, ISBN 978-3-86265-598-4.
- 111 Gründe, Nachbarn zu hassen. Die Leute von nebenan, so wie sie wirklich sind. Schwarzkopf & Schwarzkopf, Berlin 2017, ISBN 978-3-86265-647-9.
- Nazi werden leicht gemacht. Wollt ihr das totale Buch? UBooks-Verlag, Mossautal 2017, ISBN 978-3-944154-42-8.
- Immer diese Beamten. 111 Gründe, warum die Staatsdiener uns in den Wahnsinn treiben. Schwarzkopf & Schwarzkopf, Berlin 2018, ISBN 978-3-942665-44-5.
- Voll die Blamage. Promis, Politiker, Phantasten, Privatmenschen und andere Primaten . Schwarzkopf & Schwarzkopf, Berlin 2019, ISBN 978-3-86265-751-3.
- How to Survive unter Besserwissern . Schwarzkopf & Schwarzkopf, Berlin 2019, ISBN 978-3-86265-805-3.
- Braunschweig'sche Weihnacht (mit Hardy Crueger) . Verlag Andreas Reiffer, Meine 2019, ISBN 978-3-945715-56-7.
- How to Survive den Tod. Schwarzkopf & Schwarzkopf, Berlin 2020, ISBN 978-3-86265-806-0.
- Dio digitale - Die Zukunft des Heavy Metal. Charles, Hamburg 2021, ISBN 978-3-948486-40-2.
- Braunschweig'sche Verbrechen (mit Hardy Crueger). Verlag Andreas Reiffer, Meine 2022, ISBN 978-3-945715-87-1.
- Wenn der Werwolf dreimal klingelt - Grusel, Gore und ganz viel Blut. Verlag Andreas Reiffer, Meine 2024, ISBN 978-3-910335-11-0.
- Hard and Dangerous - True Crime im Heavy Metal. Verlag Andreas Reiffer, Meine 2025, ISBN 978-3-910335-99-8.

### Als Marc Halupczok
- mit Michael Völkel u. a.: Das Lexikon der TV-Moderatoren. Anekdoten, Fakten und Sprüche aus 50 Jahren TV-Geschichte. Schwarzkopf & Schwarzkopf, Berlin 2003, ISBN 3-89602-524-4.
- Mehr als 1000 Tore. Kurzgeschichte. In: Titus Müller (Hrsg.): Menschen. Träume. Große Taten. Advent-Verlag Zürich, 2007, ISBN 978-3-905008-82-1.
- (Übersetzung) Peter K. Hogan: Johnny Cash. Das unentbehrliche Handbuch. Story und Songs kompakt. Bosworth & Co. Musikverlag, Berlin 2008, ISBN 978-3-86543-290-2.
- (Übersetzung) Joel McIver: Metallicas Cliff Burton. Leben und Tod einer Legende. To Live is to Die. I. P. Verlag Jeske/Mader, Berlin 2011, ISBN 978-3-931624-66-8.
- Die echte, inoffizielle, geheime Biografie von HIM. UBooks-Verlag, Mossautal 2012, ISBN 978-3-939239-24-6.
- Bud Spencer, Terence Hill. 4 Fäuste sind einfach nicht zu bremsen. UBooks-Verlag, Mossautal 2012, ISBN 978-3-939239-47-5.
- Louis de Funès. Hommage an eine unsterbliche Legende. UBooks-Verlag, Mossautal 2013, ISBN 978-3-939239-48-2.
- Benedict Cumberbatch. Die Biografie. UBooks-Verlag, Mossatal 2013, ISBN 978-3-939239-43-7.
- 111 Gründe Edward Snowden zu unterstützen. Eine Hommage an den wichtigsten Whistleblower der Welt. Schwarzkopf & Schwarzkopf, Berlin 2013, ISBN 978-3-86265-376-8.
- 111 Gründe Bier zu lieben. Das Buch gegen den Durst. Schwarzkopf & Schwarzkopf, Berlin 2014, ISBN 978-3-86265-399-7.
- Elyas M’Barek. Das ultimative Fanbuch. U-LINE-Verlag 2015, ISBN 978-3-944154-34-3.
- 111 Gründe, Wrestling zu lieben. Eine Liebeserklärung an die großartigste Sportart der Welt. Schwarzkopf & Schwarzkopf, Berlin 2016, ISBN 978-3-86265-558-8.
- 111 Gründe, St.-Pauli-Fan zu sein. Eine Liebeserklärung unterm Totenkopf. Schwarzkopf & Schwarzkopf, Berlin 2016, ISBN 978-3-86265-617-2.